# 珀申多夫
珀申多夫（德語：Pöschendorf）是德国石勒苏益格－荷尔斯泰因州的一个市镇。总面积6.06平方公里，总人口269人，其中男性137人，女性132人（2011年12月31日），人口密度44人/平方公里。